# وليد رعد

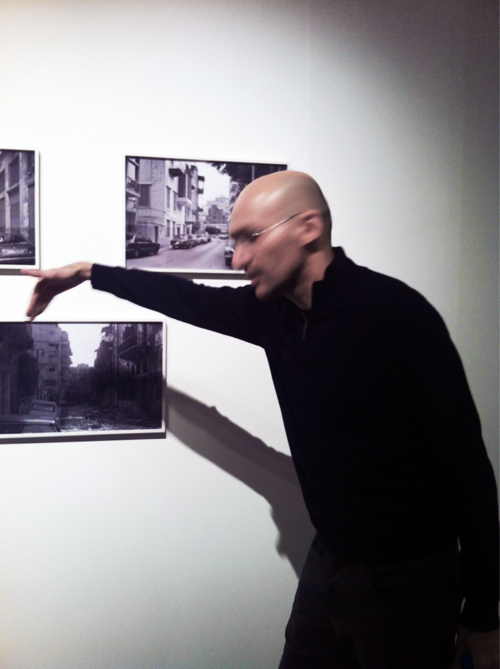
وليد رعد يعرض أعماله ويناقشها في مؤسسة هاسيلبلاد في غوتنبرغ، السويد، 2011

وليد رعد (مواليد 1967 في الشبانية لبنان) هو فنان إعلامي لبناني معاصر، يعيش ويعمل في نيويورك، ويعمل حاليًا أستاذاً مشاركًا في كلية الفنون في كلية كوبر يونيون للفنون، له مجموعة خيالية وهي «مجموعة أطلس».
تشمل أعماله حتى الآن الأفلام والتصوير الفوتوغرافي والمنشآت متعددة الوسائط والعروض العامة المصاحبة والمقالات الأدبية، حيث يتعامل مع تاريخ لبنان المعاصر في كل شيء مع التركيز بشكل خاص على الحروب في لبنان بين عامي 1975 و1991، وغالبًا ما يهتم العمل بتمثيل الأحداث المؤلمة ذات الأبعاد التاريخية الجماعية. وهو أيضًا عضو في مؤسسة الصور العربية.

## النشأة والتعليم
ولد وليد رعد في عام 1967 في بيروت الشرقية المسيحية لأم فلسطينية وأب لبناني، وكان حلمه أن يصبح مصورًا صحفيًا، وكان والده أعطاه أول كاميرا وساعد في إنشاء غرفة مظلمة بالمنزل، قدم رعد منذ سنوات مراهقته إلى الوسط الفوتوغرافي ومجلات التصوير الأوروبية مثل Photo وZoom و Photo Reporter، حيث شاهد أعمال يوجين أتيج ‏ وهنري كارتييه بريسون ومان راي وديان أريوس وهيلموت نيوتن.

## أعماله

### مجموعة أطلس

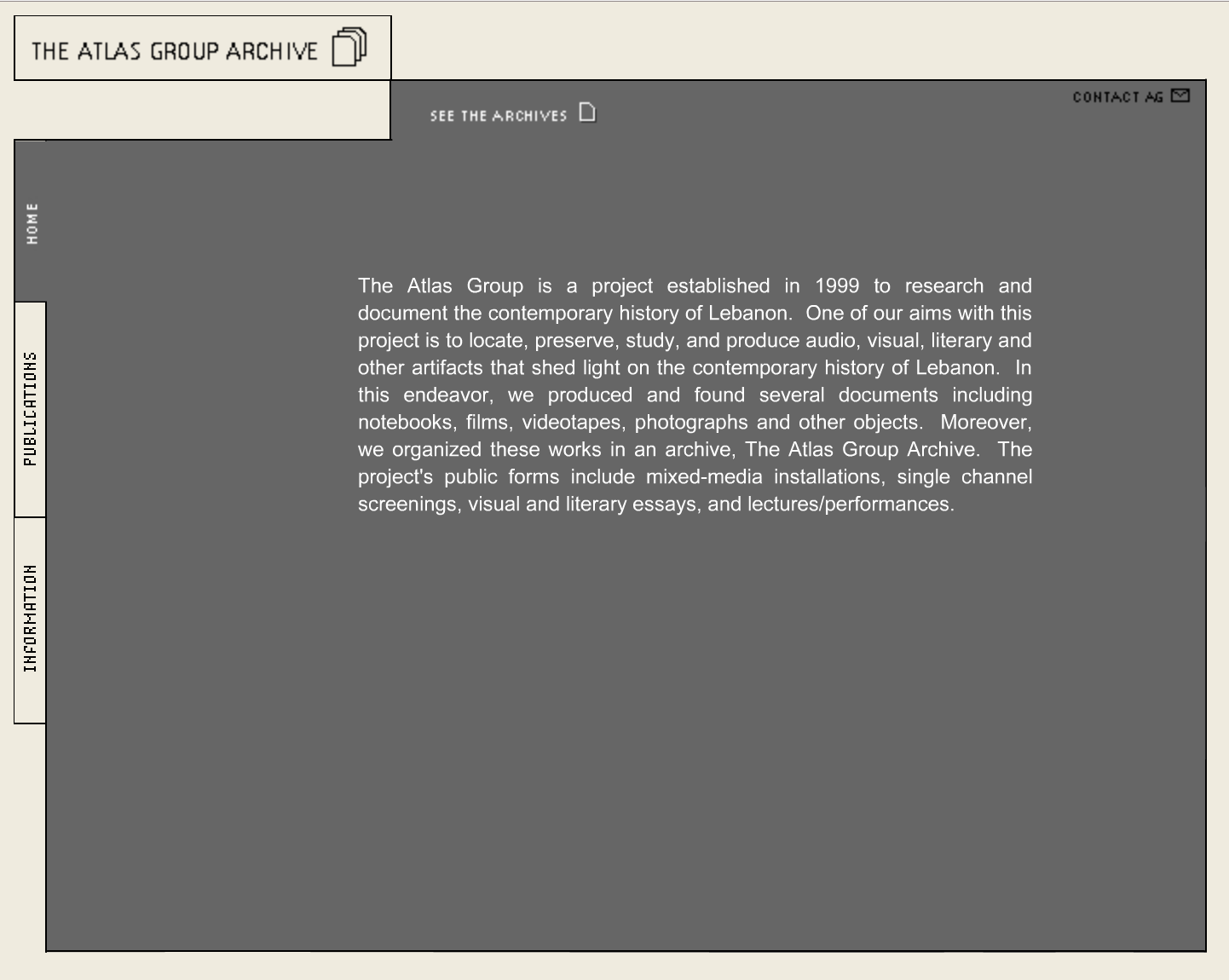
مهمة أطلس جروب، التي تظهر على صفحة العنوان للأرشيف على الإنترنت.

في أواخر التسعينيات من القرن الماضي، أنشأ رعد أساسًا خياليًا يدعى «مجموعة الأطلس» من أجل استيعاب وتوثيق إنتاجه المتزايد من الأعمال التي توثق الحروب الأهلية اللبنانية، والتي يرجع تاريخها إلى عام 1975 إلى 1990،  وضمن العروض التقديمية العامة يوضح رعد وهو ممثل مجموعة أطلس الحرب الأهلية اللبنانية على النحو التالي: «لا نعتبر» الحرب الأهلية اللبنانية «تسلسلًا زمنيًا مستقلاً للأحداث والتواريخ والشخصيات والمجازر والغزوات، بل بالأحرى نريد أيضًا أن نعتبرها بمثابة تجريد يتكون من العديد من الخطابات والأهم من ذلك من خلال أساليب مختلفة لاستيعاب بيانات العالم».

## المعارض
عُرضت أعمال رعد في دوكيومنتا 11 (كاسل)، وبينالي فينيسيا (البندقية)، وبينالي ويتني (نيويورك)، ومهرجان أيلول (بيروت، لبنان)، وأعمال منزلية (برعاية أشكال علوان، بيروت، لبنان) ومهرجانات أخرى في أوروبا والشرق الأوسط وأمريكا الشمالية.

## جوائز
- جائزة هاسيلبلاد. 2011
- جائزة ألبرت للفنون البصرية من مؤسسة هيرب ألبرت. 2007 (الفائز)
- جائزة دويتشه بورس للتصوير الفوتوغرافي لعام 2007 (الجائزة الأولى)
- Rencontres d'Arles (2006)، "Lauréat d'Aide au projet" (مساعدة لمشروع جديد)، Arles
- جائزة الكاميرا النمساوية (2005) [12]
- مهرجان مدينة بصل للسينما والفيديو. 2002 (الجائزة الأولى)
- Vidarte 2002 Festival، Mexico City، Mexico. 2002 (الجائزة الأولى)
- مهرجان Oneiras للسينما والفيديو، لشبونة، البرتغال. 2002 (الجائزة الأولى)
- جوائز الفنون الإعلامية، ZKM، كارلسروه، ألمانيا. 2002 (جائزة خاصة)
- مهرجان ماريا الأسود، 2002. (جائزة المحلفين الاقتباس)
- Video Ex، زيورخ، سويسرا، 2001. (الجائزة الأولى)
- مهرجان أوبرهاوزن للأفلام والفيديو، أوبرهاوزن، ألمانيا، 2001 (جائزة راينلاند)
- مهرجان سان فرانسيسكو السينمائي الدولي، SF، كاليفورنيا، الولايات المتحدة الأمريكية، 2000 (شهادة تقدير)
- البينالي الخامس للسينما العربية، معهد موند العربي، باريس، فرنسا، 2000 (جائزة لجنة التحكيم الخاصة)
- VideoEx، زيورخ، سويسرا، 2000. (الجائزة الأولى)
- البينالي الثامن للصورة المتحركة، سويسرا، 1999. (الجائزة الكبرى)
- مهرجان بيروت السينمائي، بيروت، لبنان، 1999. (أفضل فيلم قصير وأفضل سيناريو لفيلم قصير)
- Black Maria Film and Video Festival، New Jersey، 1999. (اقتباس المدير)
- مهرجان ميسوري للفيديو، سانت لويس، MO، 1998. (جائزة الإنجاز التجريبية)
- New England Film and Video Festival، Boston، MA، 1997. (جائزة أفضل مفهوم ابتكاري)

## روابط خارجية
- أرشيف أطلس جروب
- الخدش على الأشياء التي يمكن أن أتخلص منها
- وليد رعد في بنك معلومات الفيديو
- Artfacts. نت: وليد رعد
- صوت القرية> الفن> وليد رعد / مجموعة أطلس: أمة التحقيق؛ الفن كتقرير محقق لجيري سالتز
- محاضرة استضافتها مجلة بافيليون حول مفهوم المعاصرة، والتي تركز على أعمال وليد رعد تحت رعاية المجموعة الخيالية مجموعة أطلس: «خيال المعاصرة: الجماعية المضاربة والعالمية عبر الوطنية»، قدمها الأستاذ بيتر أوسبورن، مدير مركز البحوث في الفلسفة الأوروبية الحديثة، ومقرها في جامعة كينغستون
- ندوة في بيركبيك حول العلاقة بين الفن المعاصر و «الذاكرة الثقافية» التي تسلط الضوء على عمل المجموعة الخيالية «أطلس جروب»: «الحقيقة ستعرف عندما مات الشاهد الأخير»: التاريخ ليس الذاكرة، للأستاذ بيتر أوسبورن، مدير مركز البحوث في الفلسفة الأوروبية الحديثة، ومقره جامعة كينجستون